# Савезне Државе Микронезије на Летњим олимпијским играма 2008.
Микронезија је на Олимпијским играма у Пекингу 2008. учествовала трећи пут. Први наступ Микронезије је био на Олимпијским играма у 2000. у Сиднеју Аустралија.
Микронезија је на Олимпијским играма у Пекингу 2008. учествовала са 5 такмичара (3 мушкарца и 2 жене) у 3 појединачна спорта.
Заставу Микронезије на свечаном отварању Летњих олимпијских игара 2008. носило је по трећи пут Manuel Minginfel који се такмичио у дизању тегова.
Екипа Микронезије није освојила ниједну медаљу.

### Атлетика

#### Мушкарци
| Атлетичар  | Дисциплина | Група    | Група | Четвртфинале     | Четвртфинале     | Полуфинале       | Полуфинале       | Финале           | Финале           | Детаљи         | Детаљи |
| Атлетичар  | Дисциплина | Резултат | Место | Резултат         | Место            | Резултат         | Место            | Резултат         | Место            |                |        |
| ---------- | ---------- | -------- | ----- | ---------------- | ---------------- | ---------------- | ---------------- | ---------------- | ---------------- | -------------- | ------ |
| Џек Хауард | 100 м      | 11,03    | 66/80 | Није се пласирао | Није се пласирао | Није се пласирао | Није се пласирао | Није се пласирао | Није се пласирао | [ мртва веза ] |        |

#### Жене
| Атлетичарка  | Дисциплина | Група    | Група | Четвртфинале      | Четвртфинале      | Полуфинале        | Полуфинале        | Финале            | Финале            | Детаљи         |
| Атлетичарка  | Дисциплина | Резултат | Место | Резултат          | Место             | Резултат          | Место             | Резултат          | Место             | Детаљи         |
| ------------ | ---------- | -------- | ----- | ----------------- | ----------------- | ----------------- | ----------------- | ----------------- | ----------------- | -------------- |
| Maria Ikelap | 100 м      | 13,73    | 80/85 | Није се пласирала | Није се пласирала | Није се пласирала | Није се пласирала | Није се пласирала | Није се пласирала | [ мртва веза ] |

### Мушкарци
| Такмичар         | Дисциплина | Трзај    | Трзај   | Избачај  | Избачај | Укупно | Пласман | Детаљи |
| Такмичар         | Дисциплина | Резултат | Пласман | Резултат | Пласман | Укупно | Пласман | Детаљи |
| ---------------- | ---------- | -------- | ------- | -------- | ------- | ------ | ------- | ------ |
| Manuel Minginfel | -62 кг     | 120      | 15      | 155      | 10      | 275    | 11/17   |        |

### Пливање

#### Мушкарци
| Пливач        | Дисциплина    | Група | Група   | Полуфинале       | Полуфинале       | Финале           | Финале           | Детаљи |
| Пливач        | Дисциплина    | Време | Пласман | Време            | Пласман          | Време            | Пласман          | Детаљи |
| ------------- | ------------- | ----- | ------- | ---------------- | ---------------- | ---------------- | ---------------- | ------ |
| Kerson Hadley | 50 м слободно | 25,34 | 70/97   | Није се пласирао | Није се пласирао | Није се пласирао | Није се пласирао |        |

#### Жене
| Пливачица    | Дисциплина    | Група | Група   | Полуфинале        | Полуфинале        | Финале            | Финале            | Детаљи |
| Пливачица    | Дисциплина    | Време | Пласман | Време             | Пласман           | Време             | Пласман           | Детаљи |
| ------------ | ------------- | ----- | ------- | ----------------- | ----------------- | ----------------- | ----------------- | ------ |
| Моника Бабок | 50 м слободно | 30,61 | 76/92   | Није се пласирала | Није се пласирала | Није се пласирала | Није се пласирала |        |